# Groningen (Suriname)
Groningen is een ressort en de hoofdplaats van het district Saramacca in Suriname. De plaats ligt op een schelpenrits aan de linkeroever van de Saramaccarivier en heeft 2.818 inwoners (2012).
Groningen is pas na 1960 tot ontwikkeling gekomen. Rond dat jaar werd de Oost-Westverbinding aangelegd, en werd Groningen vanuit Paramaribo over de weg bereikbaar.
Groningen telt een kantoor van de districtscommissaris; een postkantoor; een kantoor voor de politiecommandant, een kantoor van het Staatsziekenfonds; het zwembad De Pirengs; en voetbalstadion Jaques Eliazer, genoemd naar de oprichter en voorzitter van de voetbalbond van Saramacca, en het SSB Stadion. Enkele voetbalclubs uit Groningen zijn SCV Bintang Lair, SV Groningen, SV Real Saramacca en SV Boskamp. Ook is er een kerk van de Evangelische Broedergemeente Suriname (EBGS) en een rooms-katholieke kerk.

## Geschiedenis

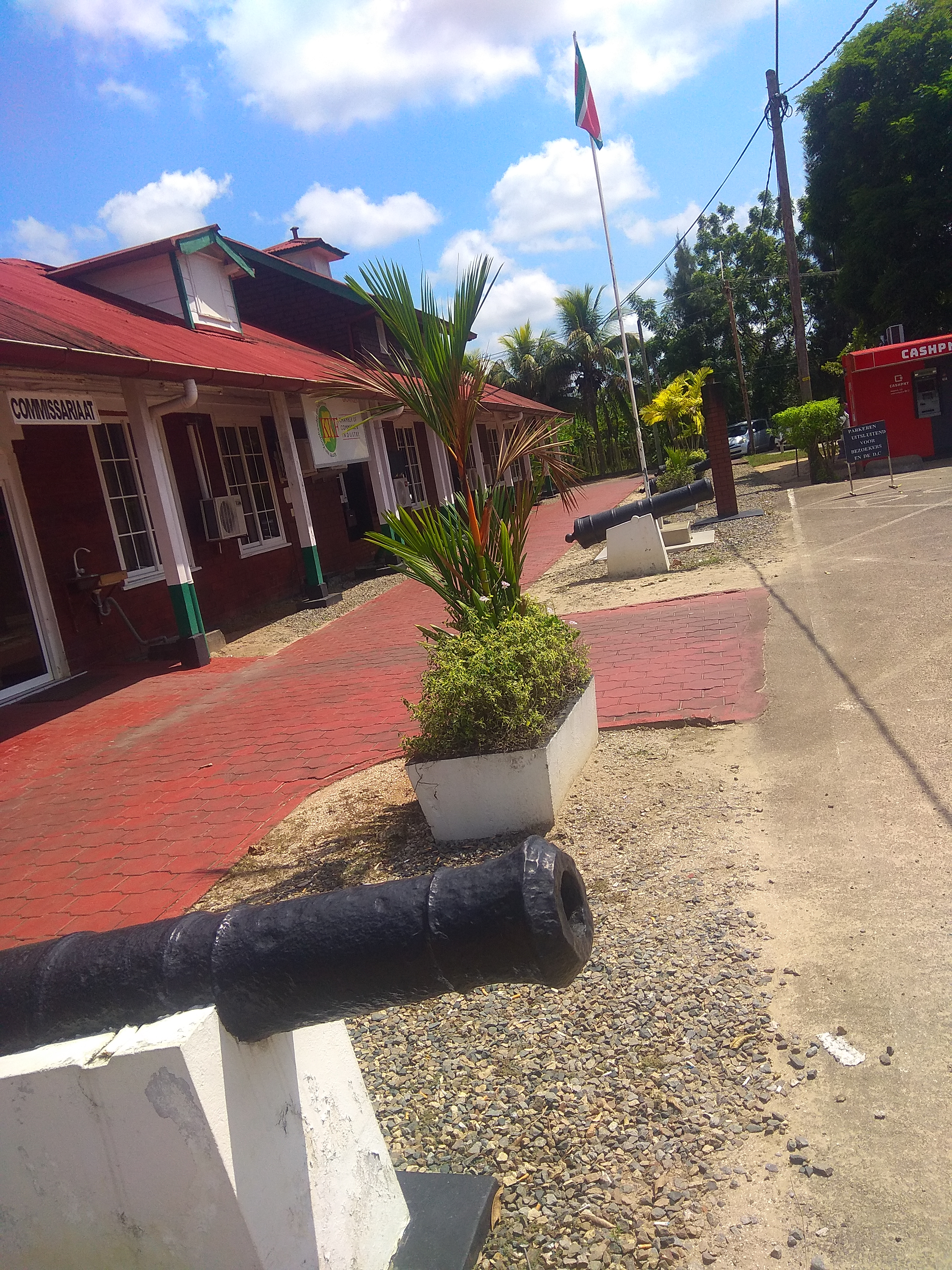
Fort Groningen, anno 2022

In 1790 werd op deze plaats een vijfhoekig fort gebouwd, dat door gouverneur Jan Gerhard Wichers Fort Groningen werd genoemd, naar zijn geboorteplaats. Aan de overkant van de rivier werd een leprakolonie aangelegd, genaamd Voorzorg.
Fort Groningen maakte deel uit van een verdedigingslinie ten westen van Paramaribo: het Oranjepad en enkele forten aan de Saramacca die rond 1747 zijn aangelegd om de plantagekolonie te beschermen tegen overvallen door Marrons. De linie was een voorloper van het Cordon van Defensie aangelegd in 1770-1778 en gebouwd om het plantagegebied ten oosten van Paramaribo te beschermen.
Ter plaatse bevonden zich echter weinig plantages, en Groningen kwam daardoor niet erg tot ontwikkeling. Er waren plannen voor de bouw van een stadje, dat Columbia zou heten, maar uit veel meer dan het fort, een paar straten, een kerkhofje en een kerk uit 1830 van de Evangelische Broedergemeente bestond Groningen niet. August Kappler beschreef het gebied in zijn periode als militair in Suriname (1836–1842), en merkt over Groningen op: "naar de hoofdzaak, te weten, huizen, zoekt men tevergeefs".
In 2011 werden delen van het fort herontdekt. Het fort kon niet geheel uitgegraven worden omdat er gebouwen op staan.

## Boeroes
Eind 1845 arriveerden in Groningen de overlevenden van een groep Nederlandse boeren onder leiding van dominee Arend van den Brandhof. Ze waren vanuit de Nederlandse provincies Gelderland, Utrecht en Groningen naar Suriname geëmigreerd om op Voorzorg en Mijn Vermaak aan de overkant van de Saramacca een nieuw bestaan op te bouwen. Binnen zes maanden stierven bijna 200 personen van de groep aan tyfus of gele koorts, waarna de rest zich vestigde in Groningen. Ook daar overleden nog talloze kolonisten. Vanaf 1849 verhuisden de overgeblevenden in kleine groepjes naar Kwatta en Uitvlugt, in de omgeving van Paramaribo of keerden terug naar Nederland.
In 1853, toen er nog 43 mensen woonden, werd de kolonisatie in Groningen definitief als mislukt beschouwd, en in 1854 vertrok Ds. Van de Brandhof weer naar Nederland. Zijn vrouw Anna Pannekoek was op 10 november 1845 overleden. Ze ligt begraven op het kerkhof van Groningen. Naar haar is in Groningen de Pannekoekstraat genoemd. Toen in 1863 de districten werden ingesteld, werd Groningen de hoofdplaats van district Saramacca. De woning van Ds. Van den Brandhof werd de woning van de districtscommissaris.
In 1945 werd een monument gebouwd ter herdenking van de aanwezigheid van de Boeroes in Groningen. Het werd op 20 juni van dat jaar onthuld. Bij de 150-jarige herdenking in 1995 schonken afstammelingen van de Boeroes een medisch laboratorium aan Groningen en werd aan voornoemd monument het jaartal 1995 toegevoegd.

## Gezondheidszorg
In Groningen bevindt zich een polikliniek van de Regionale Gezondheidsdienst (RGD).
Tot in 1910 was te Groningen een verpleeghuis voor lijders aan framboesia gevestigd. In dat jaar werd het gesloten, nadat was ontdekt dat de ziekte binnen enkele dagen kon worden genezen door toepassing van salvarsan.

## Monumentenplein
Ingeklemd tussen de Sidodadiweg en de Landingsstraat ligt het Monumentenplein waarop de meeste monumenten in Groningen staan opgesteld:
| Artikel                                           | Type        | Omschrijving                                                      | Foto | Kunstenaar       | Onthulling | Locatie                |
| ------------------------------------------------- | ----------- | ----------------------------------------------------------------- | ---- | ---------------- | ---------- | ---------------------- |
| Monument van de Boeroes                           | gedenkteken | 100 jaar sinds aankomst boeroes                                   |      | onbekend         | 1945       | Monumentenplein        |
| 100 jaar Hindoestaanse immigratie                 | gedenkzuil  | uitbeelding van de Lalla Rookh                                    |      | onbekend         | 1973       | Monumentenplein        |
| Bevrijdingsmonument                               | gedenkteken | Sergeantencoup                                                    |      | onbekend         | 1981       | Monumentenplein        |
| 116 jaar Javaanse immigratie                      | gedenkzuil  | Gunungan ter herdenking Javaanse immigratie in Suriname           |      | Soeki Irodikromo | 2006       | Monumentenplein        |
| 145 jaar afschaffing slavernij                    | gedenkteken | een boog met een kappa (suikerrietketel)                          |      | onbekend         | 2008       | Monumentenplein        |
| Inheems Monument                                  | gedenkteken | inheemse Surinamers                                               |      | Jozef Klas       | 2008       | Monumentenplein        |
| Boom geplant voor 150 jaar Boeroes                | rode kabbes | Ook geschenk RGD Laboratorium                                     |      | onbekend         | 1995       | Monumentenplein        |
| Onafhankelijkheidsmonument                        | monument    | Surinaamse onafhankelijkheid                                      |      | onbekend         | 1975       | Monumentenplein        |
| Baba en Mai                                       | monument    | 150 jaar Hindoestaanse immigratie                                 |      | onbekend         | 2023       | Monumentenplein        |
| 30 jaar onafhankelijkheid                         | onbekend    | Surinaamse onafhankelijkheid                                      |      | onbekend         | 2005       |                        |
| 176 jaar boerenkolonisatie in Suriname            | gedenksteen | 176 jaar sinds aankomst boeroes                                   |      | onbekend         | 2021       | algemene begraafplaats |
| 100 jaar Javaanse immigratie                      | monument    | herdenking Javaanse immigratie in Suriname                        |      | onbekend         | 1990       |                        |
| Boom geplant voor de geboorte van prinses Beatrix | onbekend    | geboorte van de toonopvolgster van het Koninkrijk der Nederlanden |      | n.v.t.           | 1938       |                        |